# Hernán Ergueta

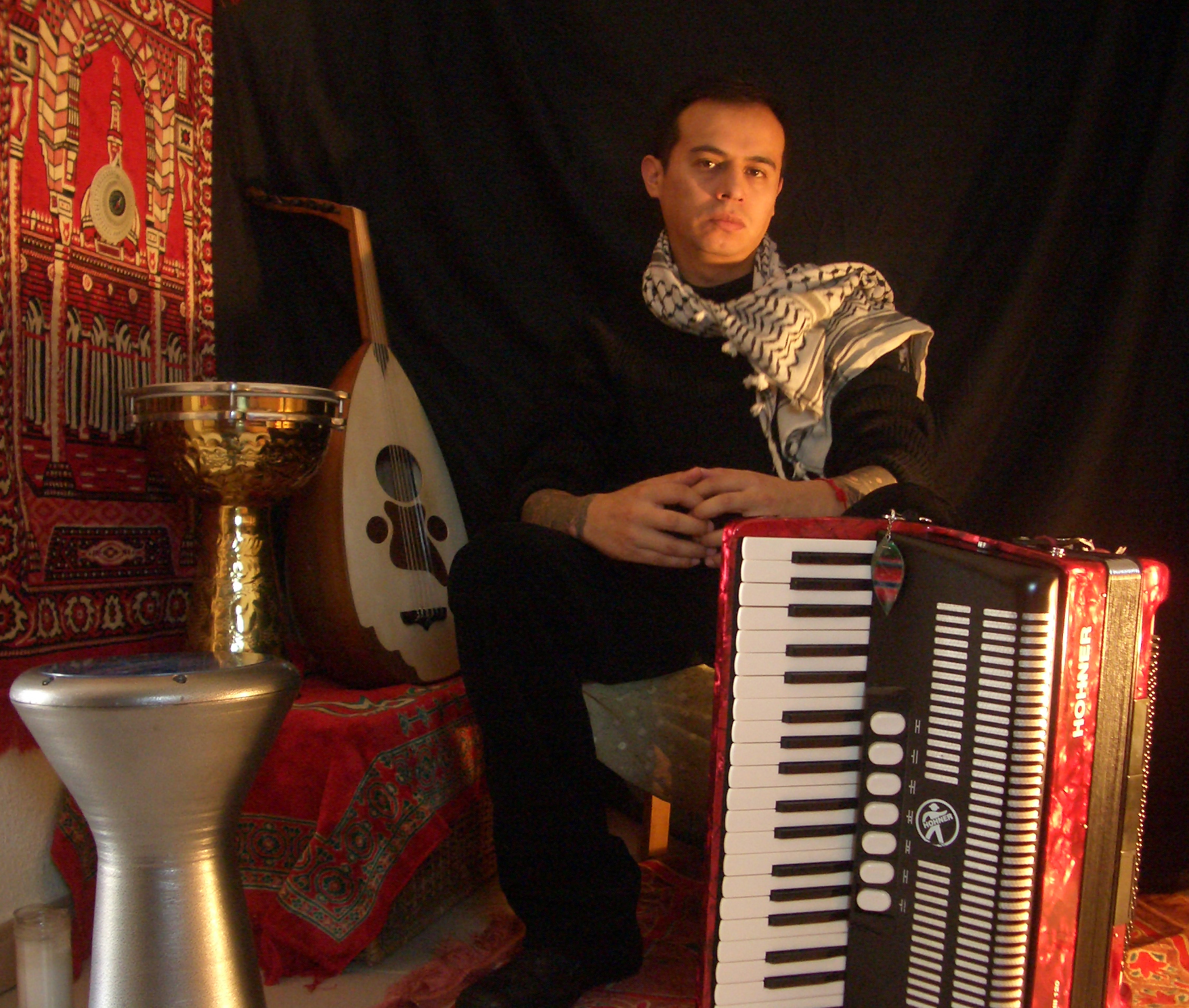
Hernán Ergueta.

Hernán Ergueta educador, autor y compositor multi-instrumentista  (La Paz, Bolivia; 5 de junio de 1974). A lo largo de su carrera, ha creado y participado en proyectos artísticos, culturales y educativos en diversos países de América, Europa, África y Asia.
A sus composiciones se las cataloga dentro del género Música del mundo. Sus influencias musicales más representativas provienen de Medio Oriente, de los Balcanes y de la Europa latina. Los principales instrumentos que ejecuta son: acordeón, guitarra, baglama, oud, Teclado y darbuka. En cada una de sus composiciones propone “la mezcla de tradiciones y culturas locales, en una nueva cultura mundial que no represente a naciones sino a seres humanos como individuos libres”.
En la última década, Ergueta ha combinado sus actividades artísticas con la pedagogía, tanto como instructor en talleres musicales como profesor de español como lengua extranjera en el norte de África. Ha publicado libros de cuentos cortos, manuales instructivos de música y, desde que se convirtió en padre en 2017, guías sobre educación bilingüe en español e inglés.

## Biografía

### 2003-2005: debut artístico
En el año 2003, en La Paz, Bolivia, Hernán Ergueta funda y dirige el proyecto musical Madre Tul integrando a músicos itinerantes de diversas nacionalidades con el fin de fusionar, en sus composiciones, distintos ritmos tradicionales del mundo, siendo más evidentes los de Medio Oriente. En este mismo año, ingresa como acordeonista en el grupo boliviano de Rock Fusión Atajo con el que participa en tres de sus LPs durante el periodo 2003 - 2006 y en la gira por Europa titulada «Babylon by minibús», con actuaciones en el «World Festival Tilburg» en Los Países Bajos, y el «Weltjugendtag» (Jornada Mundial de la Juventud) en Köln en Alemania, entre otros conciertos en Suecia, Luxemburgo y Austria.

### 2006-2010: el peregrinaje deMadre Tul
En el año 2006 Hernán Ergueta se retira de Atajo y publica una recopilación de las grabaciones con los músicos itinerantes de Madre Tul en el CD Demo titulado con el mismo nombre: «Madre Tul» grabado en Bolivia durante los años 2003 y 2006 con cuatro de sus composiciones. El CD originalmente contenía también versiones propias de clásicos árabes, más adelante, solo las composiciones de Hernán Ergueta fueron reeditadas, remasterizadas y publicadas digitalmente bajo el mismo nombre del CD original.
En el año 2007, el proyecto musical Madre Tul recluta a más músicos itinerantes en España donde realiza una serie de presentaciones mientras preparan la grabación de un siguiente disco, que es publicado en el año 2009 bajo el título de «Frases Aladas». Este disco es grabado en España y Bolivia y cuenta con siete composiciones de Hernán Ergueta. Ambos discos de Madre Tul contienen marcados ritmos de Medio Oriente, aunque el último incluye una fusión con música gitana y ritmos bolivianos como la tradicional Morenada. 
En el año 2010, Hernan Ergueta inicia la elaboración de materiales educativos para centros culturales públicos y privados en España, incentivando talleres multiculturales que incluyen la enseñanza de instrumentos musicales y teoría de la música orientada a la danza, específicamente la denominada Danza del vientre, inspirado en el músico egipcio Hossam Ramzy. 
Al mismo tiempo, con el grupo Madre Tul Hernan Ergueta publica una composición en música y letra en formato sencillo titulada: «Dawn after dawn», grabada en Turquía, Bolivia y España con la voz de la cantante belga An-Sofie Noppe como invitada. 
Junto a ella también graban, como homenaje al compositor turco Zeki Müren, una versión en español de la canción «Bir demet yasemen» compuesta originalmente por Müren y titulada y adaptada al español por Hernán Ergueta bajo el título de «Un racimo de jazmines» (grabado en Turquía, Bolivia y España), la cual es distribuida como sencillo gratuito de Madre Tul en formato digital.

### 2011-2012: inicios de su carrera solista
En el año 2011 Hernán Ergueta, dedicado casi exclusivamente a impartir talleres de ritmos de Medio Oriente, publica un audiolibro instructivo titulado «Ritmología del Mundo Volumen 1 Ritmos provenientes del Maqsoum», editado en inglés y español. Este audiolibro contiene un estudio de 12 ritmos, en su mayoría egipcios, y está orientado a estudiantes de Danza del vientre y músicos acompañantes. A finales del mismo año, publica también su primer CD como solista titulado: «Instrumental Mandjet», con doce de sus composiciones grabadas en Ecuador y España. Cada una de estas composiciones corresponde a los ritmos estudiados en su audiolibro y fueron publicadas digitalmente más tarde como «Instrumental Mandjet I» e «Instrumental Mandjet II». 
En el año 2012, promocionando su nuevo material, participa como músico ejecutante de derbake en varios festivales de música y danza; así también, realiza talleres de “Teoría musical orientada a la danza” realizados en Chile, Bolivia, España, Rumania y Ecuador. Es en este último país donde funda el Ensamble de Música y Danza Árabe EMDA, integrando a músicos ejecutantes de instrumentos árabes y bailarinas de danza del vientre, con el fin de promover vínculos culturales por medio de la combinación de música tradicional de Medio Oriente, danza y poesía latinoamericana de origen árabe, principalmente del poeta costarricense Osvaldo Sauma. El Ensamble EMDA ha tenido presentaciones en Ecuador y Bolivia llegando a publicar el CD «Desde la mitad del mundo», grabado en Bolivia y Ecuador, que contiene versiones de canciones clásicas de Medio Oriente junto a tres composiciones propias. Estas últimas fueron publicadas en formato digital, más tarde, como un maxisencillo solista de Hernán Ergueta bajo el título de «From the Middle of the World».

### 2013-2014: nuevos proyectos
En el año 2013, Hernan Ergueta crea el proyecto benéfico Arte y Solidaridad que tiene como objetivo instaurar espacios gratuitos para la educación y la realización de eventos filántropos. Este proyecto realizó campañas itinerantes en Quito (Ecuador), Santa Cruz (Bolivia) y Barcelona (España) hasta el año 2014, fecha en la que hace una pausa con este proyecto, toma un año sabático para preparar la publicación de una serie de cuentos cortos y cierra indefinidamente las actividades del Ensamble EMDA. Durante este tiempo, la agrupación Madre Tul publica dos videos promocionales de las composiciones de Hernán Ergueta tituladas: «Arabictrance» y «The Glow», como un adelanto musical de lo que será el próximo disco titulado «Solvet et coagula» en el cual se ve un acercamiento al estilo musical electro-folk y pagan-folk.

### 2015-2016: publicación de libros
En abril de 2015, se publica una selección de nueve cuentos cortos de Hernán Ergueta titulada «The burning sanctuary», versión traducida al inglés por Ruxandra Lungu. Estos nueve cuentos fueron escritos durante los años 1990 y 2003 y pertenecen a una primera selección de historias que ha realizado el autor bajo una misma temática, una imagen inquietante de un santuario en llamas en la cima de una colina que, junto a las ilustraciones que los acompañan, fueron catalogados de “lúgubres, existencialistas y oscuros”. Un año más tarde, en abril de 2016, se publica la versión original escrita en español bajo el título de «El Santuario que Arde».
A finales de 2016, publicó el «Manual de Etnomusicología Árabe Ritmos Provenientes del Maqsum», en el cual analiza varios ritmos de Medio Oriente, encontrando la raíz común en el ritmo egipcio llamado Maqsum, muy utilizado en la danza del vientre, la música de Medio Oriente y el Este de Europa. 

### 2017-2018: Tour El Santuario que Arde
A inicios de 2017 se preparó el denominado «Tour del Santuario que Arde», que recorrió España, Colombia y Bolivia. Se trataba de un performance de piano, canto, percusión sintetizada y proyección de videoarte, basado en los cuentos cortos publicados anteriormente. En septiembre de ese año, Hernán Ergueta y la cantante húngara Hanga Gelli iniciaron los primeros conciertos del «Tour del Santuario que Arde» en Madrid y Barcelona. Posteriormente, el tour continuó en Colombia y finalizó en Bolivia. Para las presentaciones en Bogotá y La Paz, Hernán Ergueta invitó a músicos y bailarinas locales para interpretar y coreografiar sus composiciones, dándole un toque único a cada presentación y cerrando un ciclo de vida que estaba orientado al espectáculo y la bohemia.
Durante este periodo Hernán Ergueta residió en Bogotá, Colombia, donde nació su hija, quien le inspiró a hacer cambios personales y enfocar su camino artístico hacia la educación, principalmente el bilingüismo.
En el transcurso de 2017, se publicaron dos singles con la colaboración de Hanga Gelli grabados en Alemania, España y Colombia. La primera canción, titulada «Híanyod», es una composición musical de Hernán Ergueta, cuya letra fue escrita en conjunto con Gelli. El título traducido del húngaro al español significa “Tu ausencia”. El segundo single publicado es una composición en letra y música de Hernán Ergueta titulada «The Glow (As Above, So Below)» el cual cuenta con un videoclip, filmado en Bolivia, que incluye personajes andinos como el Ekeko, el Diablo y la China Supay.
En agosto de 2018, se publicó el disco «Rares & Remixes», que contiene siete canciones en versión remix de anteriores versiones acústicas publicadas por Hernán Ergueta.

### 2019 – 2021: De Filipinas a Egipto
Durante 2019, Hernán Ergueta cambió de domicilio a Manila, Filipinas, donde profundizó estudios y elaboró el manual «Rhythms from the Maqsoum» basado en el audiolibro previamente publicado del mismo nombre. Este manual, editado totalmente en inglés, fue presentado en público por primera vez en diciembre de 2020 en Eastwood City, Manila, Filipinas, tras diez meses de restricciones sociales por la pandemia. En mayo de 2021, el manual fue presentado en público en El Cairo, Egipto, la cuna de los ritmos más utilizados en Medio Oriente, donde Hernán Ergueta fijó residencia y preparó la publicación de un manual para educar bebés bilingües en base a su experiencia.
Cumpliendo con las regulaciones sociales debido a la pandemia, se realizaron presentaciones con aforo limitado y Pop-Up Stores con la venta de discos, libros, cuadros y una serie de productos del autor. La primera ciudad donde se presentó este formato fue Barcelona, España, en agosto de 2021, y la segunda fue El Cairo, Egipto, a finales de ese mismo año.

### 2022 - 2024: “La Semilla del Inglés” y “Seed”
En 2022, se publicó el manual «La semilla del inglés», un método para la enseñanza del idioma destinado a padres hispanos interesados en la educación de bebés bilingües. El libro fue escrito desde la experiencia de Hernán Ergueta en la enseñanza del inglés a su hija durante sus primeros 5 años. A lo largo de 2023, el diálogo con otros padres y educadores inspiró a Ergueta a preparar una segunda edición, ampliada y mejorada, publicada en abril de 2024. Paralelamente, en este periodo, se llevó a cabo la producción y grabación de “Seed”, un álbum con reinterpretaciones de canciones de cuna tradicionales en inglés, además de una composición inspirada en el método “La Semilla del Inglés”.
En septiembre de 2024, el proyecto benéfico Arte y Solidaridad, dirigido por Ergueta, inició actividades en Valencia, España, otorgando cursos gratuitos de instrumentos musicales orientados a niños y adultos, y a la adquisición del idioma inglés mediante la música.

## Obras
- 2015 : "The Burning Sanctuary" Hernán Ergueta - Trad. Ruxandra Lungu, Estados Unidos, ISBN 9781468958263
- 2016 : "El Santuario que Arde" Hernán Ergueta - Estados Unidos, ISBN 9781483566634

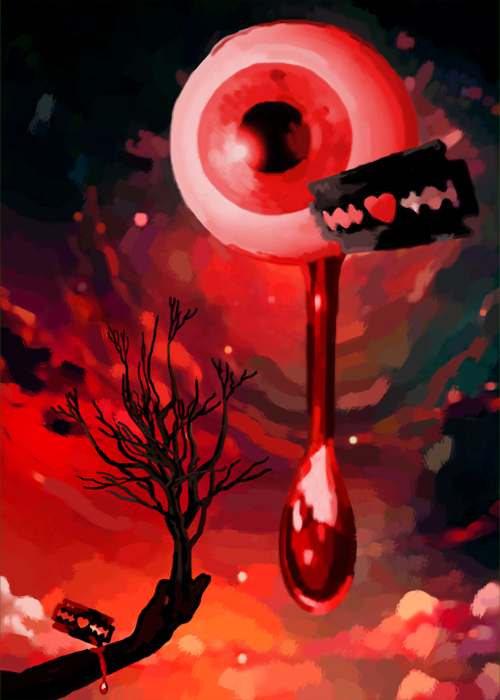
Hernan Ergueta - The Indecisive Tear

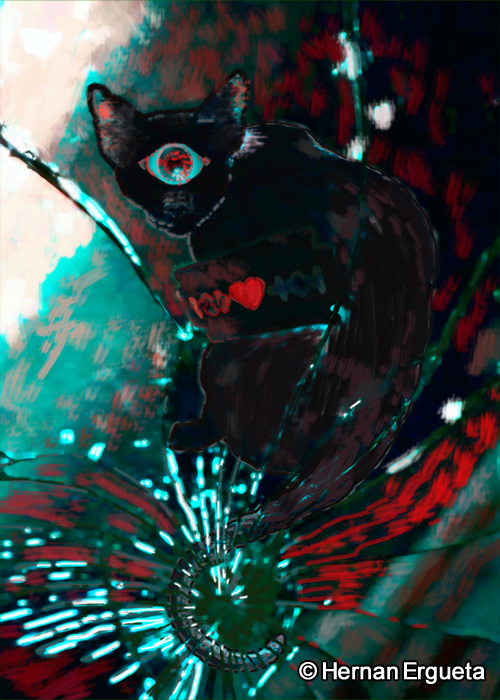
Hernan Ergueta - The Cat Named Loneliness

## Fotografías

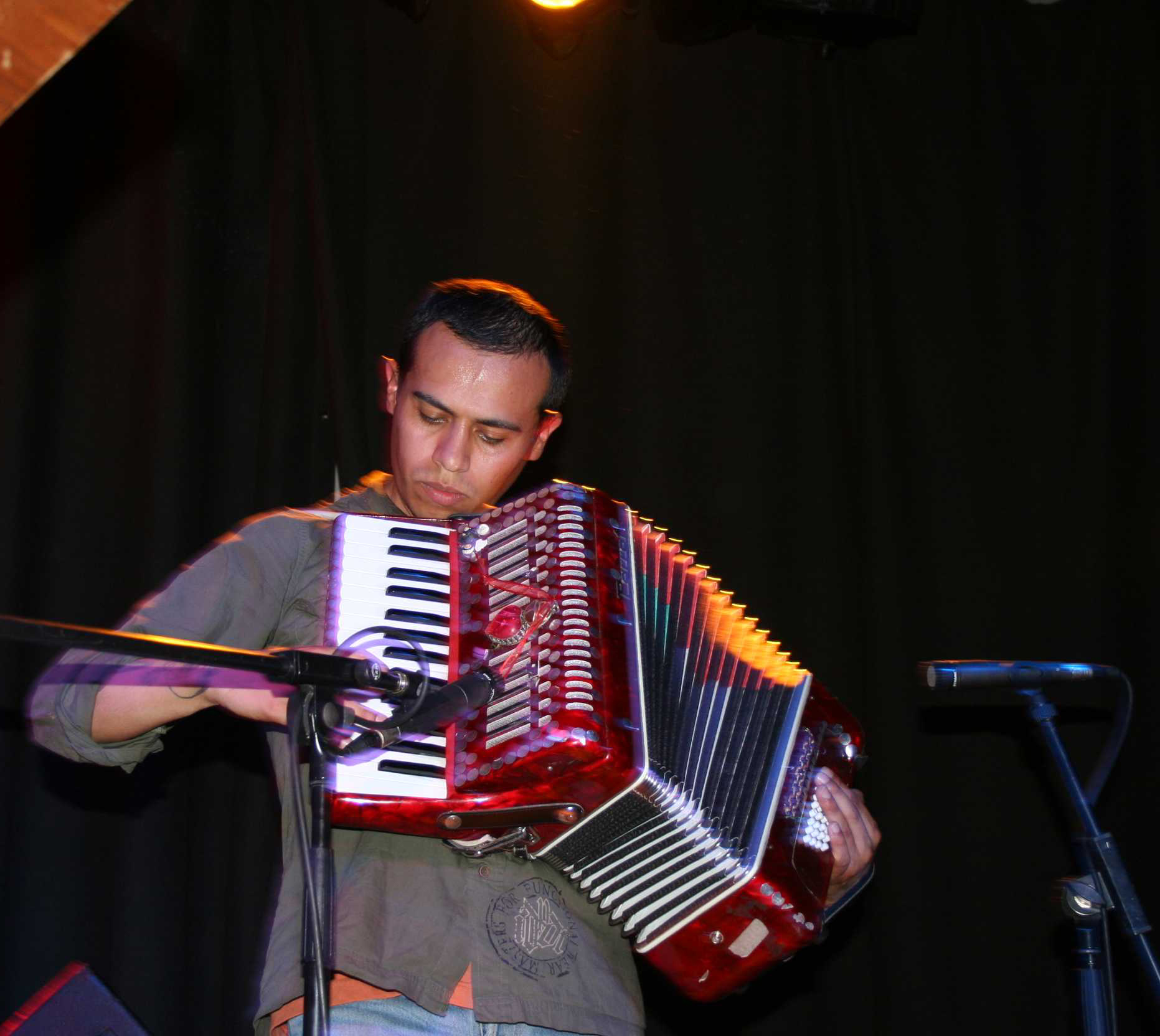
2005
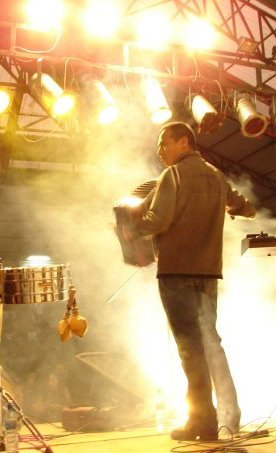
2006
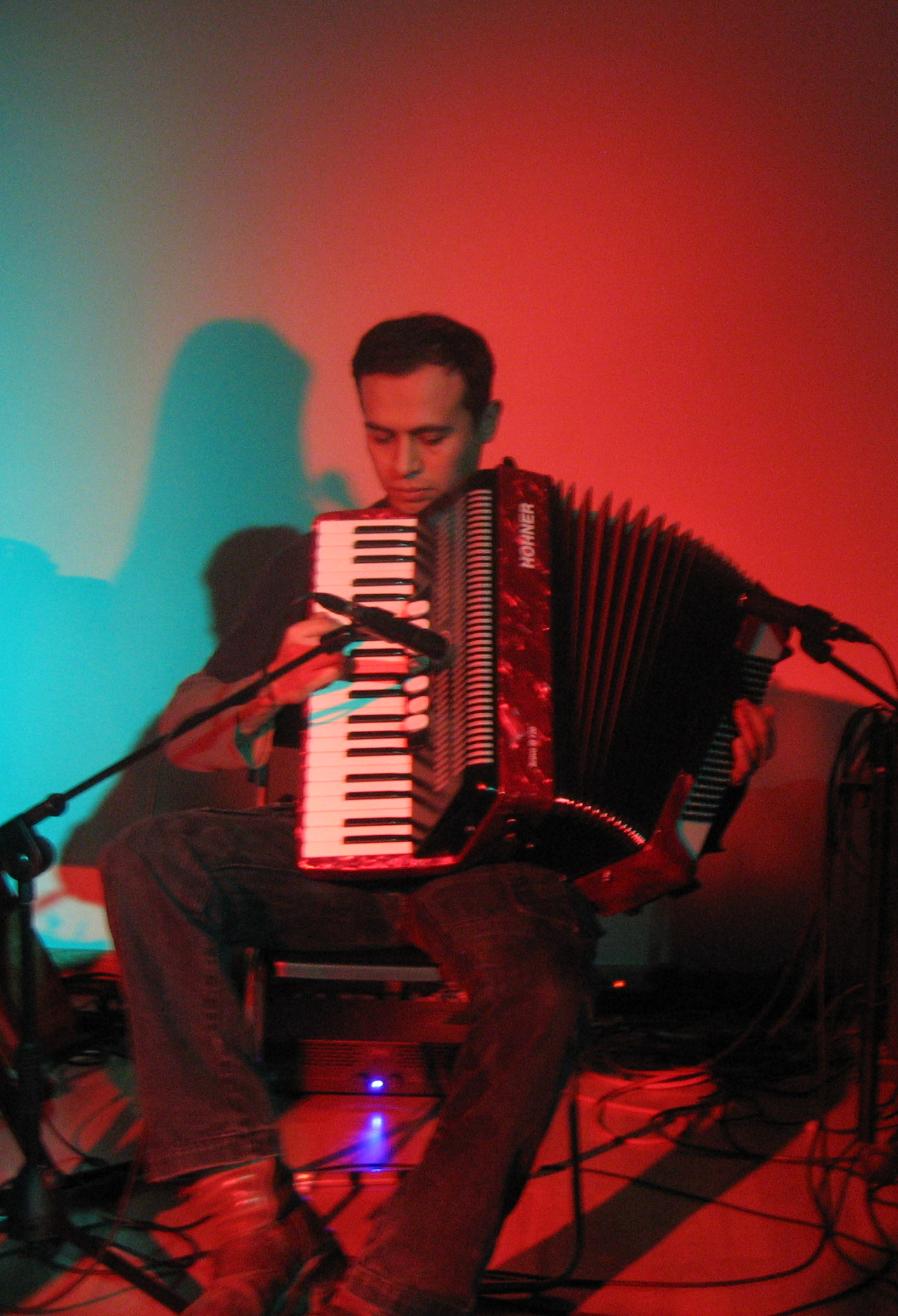
2007
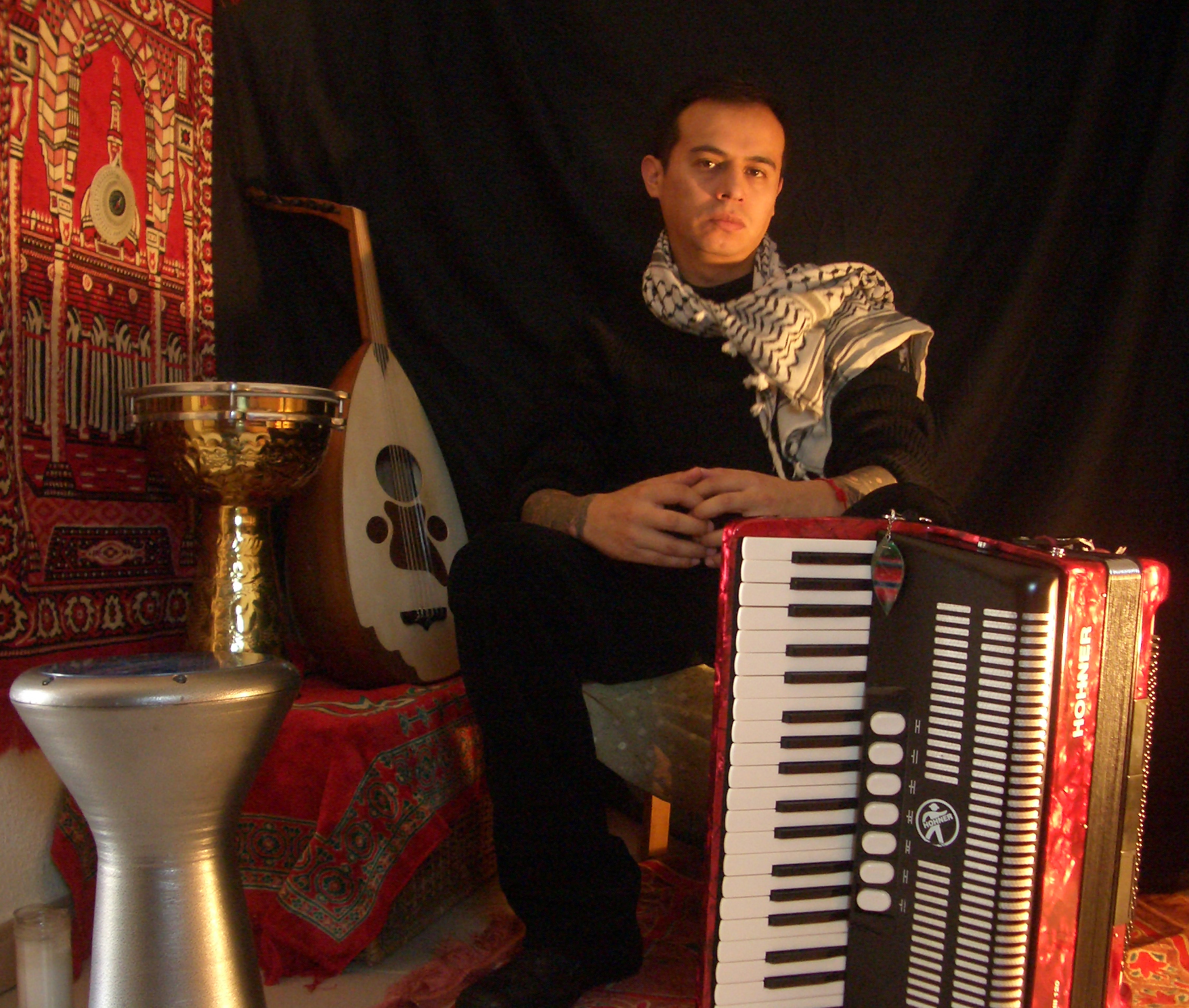
2008